# بنك الاحتياطي الزيمبابوي
بنك الاحتياطي الزيمبابوي هو البنك المركزي في زيمبابوي ومقره في عاصمة زيمبابوي، هراري.

## بناء
ينص قانون بنك الاحتياطي الزيمبابوي على تشكيل مجلس إدارة ومحافظ . المحافظ بمساعدة ثلاثة نواب، يعتبر المحافظ هو المسؤول عن الإدارة والعمليات اليومية للبنك. المحافظ الحالي هو جون بانونتسا مانغوديا. يتم تعيين المحافظ ونوابه الثلاثة من قبل الرئيس لمدة خمس سنوات قابلة للتجديد. يشغل المحافظ أيضًا منصب رئيس مجلس الإدارة. تشمل عضوية المجلس النواب الثلاثة وسبعة أعضاء غير تنفيذيين آخرين كحد أقصى، بهدف تمثيل القطاعات الرئيسية للاقتصاد.

## روابط خارجية
- الموقع الرسمي: بنك الاحتياطي في زيمبابوي